# Bengt Säve-Söderbergh
Bengt Arvid Säve-Söderbergh, född 23 juli 1940 i Engelbrekts församling i Stockholm, död 5 september 2024 i Gustav Vasa distrikt i Stockholm,
var en svensk ämbetsman, ambassadör och socialdemokratisk statssekreterare.

## Biografi
Säve-Söderbergh växte upp och avlade studenten i Uppsala, studerade vid Union College i USA 1960–1961, och avlade civilekonomexamen vid Handelshögskolan i Stockholm 1965.
Han arbetade vid SIDA 1967–1970, utrikesdepartementet 1970–1976 och som utredningssekreterare vid LO 1976–1978. När Arbetarrörelsens internationella centrum bildades 1978, den organisation som sedermera döptes till Olof Palmes internationella center, blev Palme dess ordförande och Säve-Söderbergh dess första generalsekreterare, vilket han var fram till 1985. Han var statssekreterare i utrikesdepartementet med ansvar för internationellt utvecklingssamarbete 1985–1991 och drev bland annat ett nordiskt reformprojekt för FN:s fonder och program 1987–1991. Han var därefter ambassadör med särskilda uppdrag på utrikesdepartementet 1991–1995. Han var initiativtagare till, utredde förutsättningarna för och utsågs till förste generalsekreterare för International IDEA 1995–2002. Han återvände till utrikesdepartementet 2002–2007 och ledde bland annat Fyrnationsinitiativet för reformering av Förenta nationerna 2004–2007. 
Han var styrelseordförande för Etnografiska museet 1983–1992. Han var därefter ordförande i den parlamentariskt sammansatta Museiutredningen 1993–1994 som tog fram rapporten "Minne och bildning".
Säve-Söderbergh var ordförande i Svenska jazzriksförbundet 1992–2014 och styrelseledamot i Konserthuset i Stockholm 1996–2000. Han var ordförande i Monica Zetterlund-sällskapet 2005–2022, styrelseordförande i Arenagruppens Vänförening 2009–2023 och styrelsemedlem i organisationen Futebol da Forza 2014–2019.
Han satt i Stockholms kommuns kulturnämnd 2019–2023.  
Han har skrivit boken "Vår seger var också er. Sverige och befrielsekampen i södra Afrika", utgiven 2014.
Säve-Söderbergh skrev under sista tiden av sin levnad memoarer, som utgavs efter hans död på förlaget Arena. 
Han har tilldelats orden "Companion of Oliver Tambo" av regeringen i Sydafrika, "Order of Merit" av Polens dåvarande president Lech Walesa samt "Order of Merit" av Moçambiques parlament. Därtill ett förtjänsttecken Av Chiles president Michelle Bachelet för insatser mot diktaturen under Pinochet.   
Bengt Säve-Söderbergh var son till Gunnar Säve-Söderbergh.